# Condado de Kewaunee
O Condado de Kewaunee é um dos 72 condados do Estado americano do Wisconsin. A sede do condado é Kewaunee, e sua maior cidade é Kewaunee. O condado possui uma área de 2 809 km² (dos quais 1 921 km² estão cobertos por água), uma população de 20 187 habitantes, e uma densidade populacional de 23 hab/km² (segundo o censo nacional de 2000). O condado foi fundado em 1852.